# E-semigrupp
Inom matematiken är en E-semigrupp en semigrupp där idempotenterna bildar en delsemigrupp.